# Sainte-Livrade
Sainte-Livrade (okzitanisch: Senta Liurada) ist eine Gemeinde mit 256 Einwohnern (Stand: 1. Januar 2022) im Département Haute-Garonne in der Region Okzitanien in Südfrankreich. Die Gemeinde liegt im Arrondissement Toulouse und gehört zum Kanton Léguevin. Die Einwohner heißen Saint-Livradais(es).

## Geografie
Sainte-Livrade liegt etwa 28 Kilometer westnordwestlich von Toulouse. Der Fluss Save begrenzt die Gemeinde im Südosten. Umgeben wird Sainte-Livrade von den Nachbargemeinden Bellegarde-Sainte-Marie im Norden, Le Castéra im Nordosten, Lasserre-Pradère im Osten, Ségoufielle im Süden und Südosten sowie L’Isle-Jourdain im Süden und Westen.

## Bevölkerungsentwicklung
| Jahr                      | 1962 | 1968 | 1975 | 1982 | 1990 | 1999 | 2006 | 2013 | 2020 |
| ------------------------- | ---- | ---- | ---- | ---- | ---- | ---- | ---- | ---- | ---- |
| Einwohner                 | 156  | 151  | 147  | 189  | 224  | 246  | 275  | 291  | 258  |
| Quelle: Cassini und INSEE |      |      |      |      |      |      |      |      |      |

## Sehenswürdigkeiten

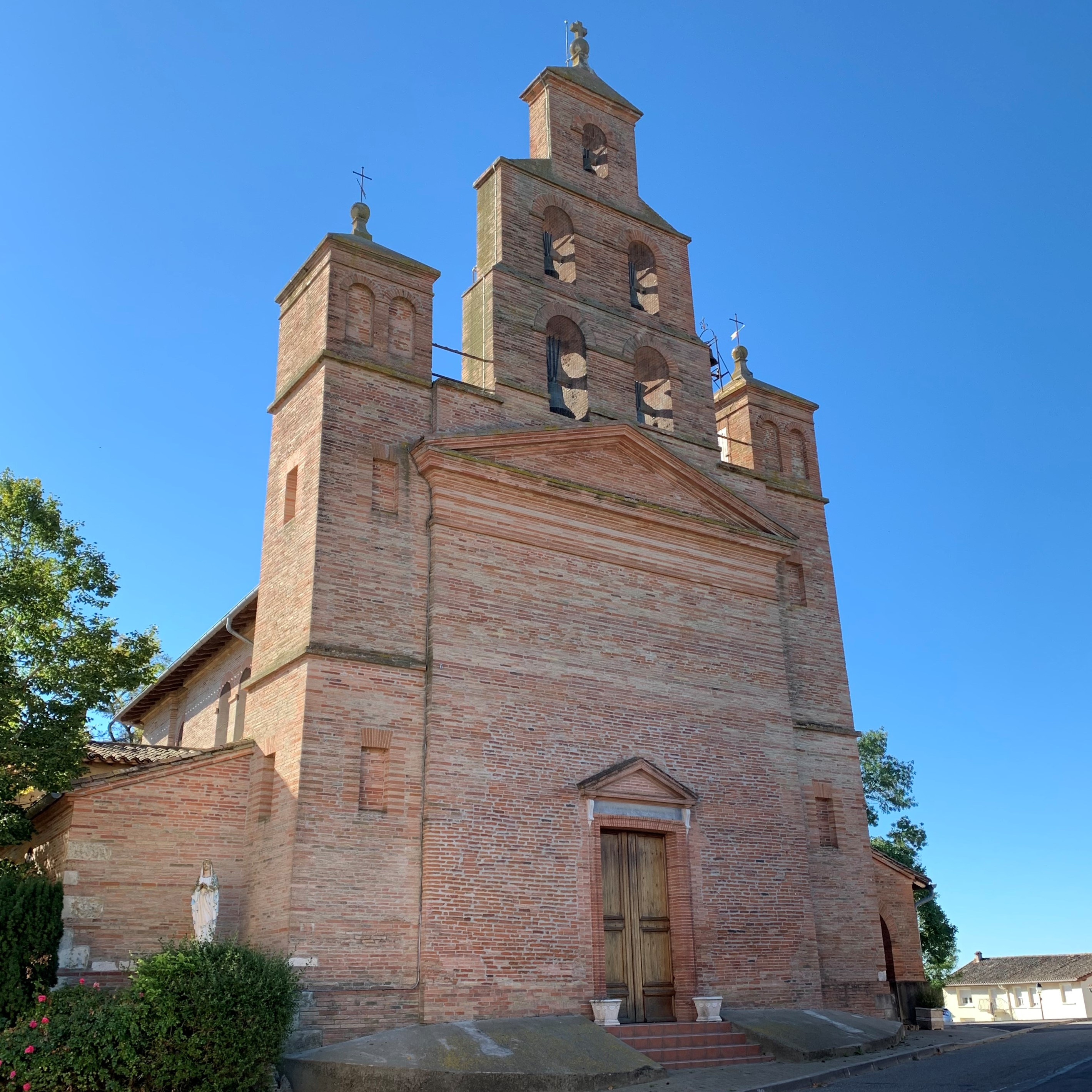
Kirche Saint-Vital

- Kirche Saint-Vital

## Persönlichkeiten
- Claude Augé (1854–1924), Pädagoge und Lexikograf